# Соболевская сельская община
Соболевская сельская община (укр. Соболівська сільська територіальна громада) — территориальная община на Украине, в Гайсинском районе Винницкой области. Административный центр — село Соболевка.

## История
Образована 29 июня 2018 путем объединения Соболовского и Шимановского сельских советов бывшего Теплицкого района.
12 июня 2020 года указом Кабинета министров Украины Соболевская сельская община образована в составе Бродокского, Великомолчульского, Завадовского, Метановского, Орловского, Петрашевского, Поборского, Соболевского и Шимановского сельских советов Теплицкого района.

## Населенные пункты
В состав общины входят 12 сел:
- Соболевка (административный центр)
- Антоновка
- Бродок
- Большая Мочулка
- Завадовка
- Метановка
- Орловка
- Панчишино
- Петрашевка
- Поборка
- Шевченко
- Шимановка